# Banco Central do Brasil
O Banco Central do Brasil (também conhecido pelas siglas BC e BCB ou pelo acrônimo BACEN) é uma autarquia federal autônoma integrante do Sistema Financeiro Nacional sem vinculação a nenhum Ministério.
Foi criado em 31 de dezembro de 1964 pela Lei nº 4.595/1964 e iniciou suas atividades em março de 1965, tendo em vista que a Lei nº 4.595/1964 entrou em vigor 90 dias após sua publicação.
Assim como outros bancos centrais do mundo, o BC é uma das principais autoridades monetárias do país, sendo a principal o Conselho Monetário Nacional (CMN). Antes de possuir a estrutura e competência atuais, havia 3 instituições diferentes que desempenhavam a função que hoje é do BC, quais sejam, a Superintendência da Moeda e do Crédito (SUMOC), o Banco do Brasil, e o Tesouro Nacional.
Por meio da Lei Complementar n°179, de 24 de fevereiro de 2021, definiu-se os objetivos do Banco Central do Brasil e a disposição sobre sua autonomia e sobre a nomeação e a exoneração de seu Presidente e de seus Diretores. A referida Lei ainda fez alterações na Lei nº 4.595/1964.
A estabilidade de preços continua sendo o objetivo fundamental do BC que, sem prejuízo desse objetivo, também deve zelar pela estabilidade e pela eficiência do sistema financeiro, suavizar as flutuações do nível de atividade econômica, bem como fomentar o pleno emprego.

## História
Anteriormente à criação do Banco Central, as atribuições de uma autoridade monetária brasileira eram desempenhadas por múltiplas instituições; especificamente, pela Superintendência da Moeda e do Crédito (SUMOC), pelo Banco do Brasil, e pelo Tesouro Nacional.
A Superintendência da Moeda e do Crédito foi criada em 1945 pelo presidente Getúlio Vargas através do Decreto n° 7 293, com a finalidade de exercer o controle monetário e preparar a organização de um Banco Central. A SUMOC tinha a responsabilidade de fixar os percentuais de reservas obrigatórias dos bancos comerciais, as taxas do redesconto e da assistência financeira de liquidez, bem como os juros sobre depósitos bancários. Além disso, supervisionava a atuação dos bancos comerciais, orientava a política cambial e representava o país junto a organismos internacionais.
Enquanto isso, o Banco do Brasil desempenhava as funções de banco do governo, mediante o controle das operações de comércio exterior, do recebimento dos depósitos compulsórios e voluntários dos bancos comerciais, e da execução de operações de câmbio em nome de empresas públicas e do Tesouro Nacional, de acordo com as normas estabelecidas pela SUMOC e pelo Banco de Crédito Agrícola, Comercial, e Industrial.
Nesta distribuição de competências, o Tesouro Nacional era o órgão emissor de papel-moeda.
Após a criação do Banco Central, buscou-se dotar a instituição de mecanismos voltados para o desempenho do papel de "banco dos bancos". Em 1985, foi promovido o reordenamento financeiro governamental com a separação das contas e das funções do Banco Central, Banco do Brasil, e Tesouro Nacional. Em 1986, foi extinta a conta movimento e o fornecimento de recursos do Banco Central ao Banco do Brasil passou a ser claramente identificado nos orçamentos de ambas as instituições, eliminando-se os suprimentos automáticos que prejudicavam a atuação do Banco Central.
O processo de reordenamento financeiro governamental estendeu-se até 1988, quando as funções de autoridade monetária foram transferidas progressivamente do Banco do Brasil para o Banco Central, enquanto as atividades atípicas exercidas por esse último, como as relacionadas ao desenvolvimento e à administração da dívida pública federal, foram transferidas para o Tesouro Nacional.
A Constituição Brasileira de 1988 estabeleceu dispositivos importantes para a atuação do Banco Central, dentre os quais destacam-se o exercício exclusivo da competência da União para emitir moeda e a exigência de aprovação prévia pelo Senado Federal, em votação secreta, após arguição pública, dos nomes indicados pelo Presidente da República para os cargos de presidente e diretores da instituição. Além disso, vedou ao Banco Central a concessão direta ou indireta de empréstimos ao Tesouro Nacional. A Constituição previu, ainda, em seu artigo 192, a elaboração de Lei Complementar do Sistema Financeiro Nacional, que deveria substituir a Lei nº 4.595/64 e redefinir as atribuições e estrutura do Banco Central do Brasil; esta lei já foi editada.
Atualmente, o Banco Central exerce funções relacionadas à política econômica do país, contribuindo para a organização financeira nacional e a aplicação das normas e diretrizes econômicas.
Em setembro de 2019, o Banco Central do Brasil anunciou que iria lançar em 2020 um sistema de pagamento instantâneo baseado em blockchain,  o qual seria chamado posteriormente de "PIX", palavra que advém da junção de três conceitos: tecnologia, transações financeiras e pixel (esse último uma unidade de representação visual). 
Apesar de ter sido anunciado com o uso de blockchain, o PIX foi lançado sem basear-se nela e, segundo o Banco Central, o Pix usa uma estrutura centralizada que permite a comunicação entre as instituições participantes do Pix e o BC por meio de mensageria – tecnologia utilizada para integrar diferentes sistemas.
O sistema PIX foi lançado em 5 de outubro do mesmo ano (apenas para cadastramento de chaves), com funcionamento pleno desde 16 de novembro de 2020.
Com a Lei Complementar n° 179, de 24 de fevereiro de 2021, o BCB tornou-se uma autarquia de natureza especial sem vinculação a  nenhum Ministério, com autonomia técnica, operacional, administrativa e financeira. Os diretores têm investidura a termo e estabilidade durante seus mandatos.

## Funções básicas

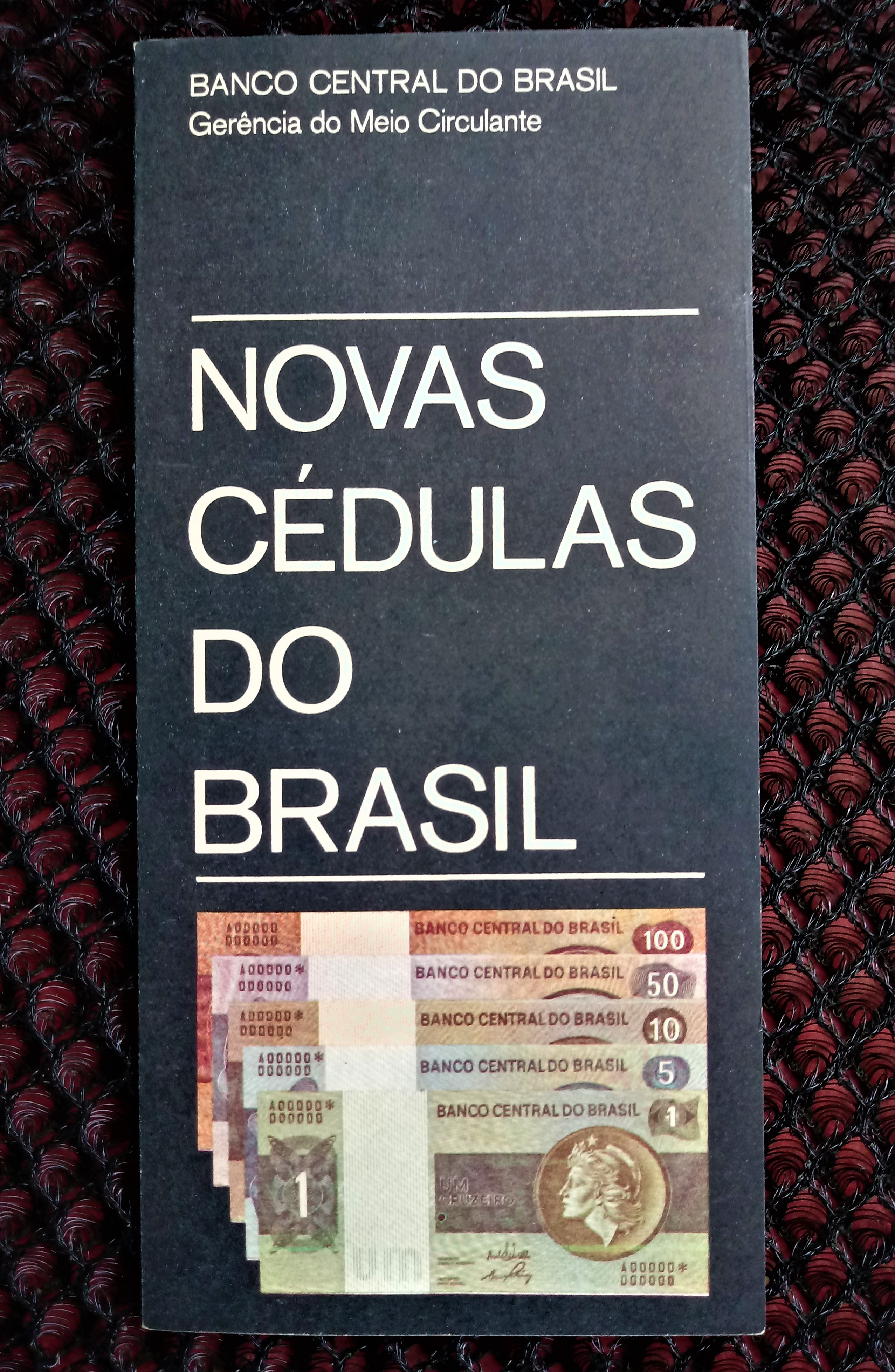
Fôlder do Banco Central do Brasil, de 1970, que divulga as novas cédulas do Cruzeiro (1970–1986), desenhadas por Aloísio Magalhães.

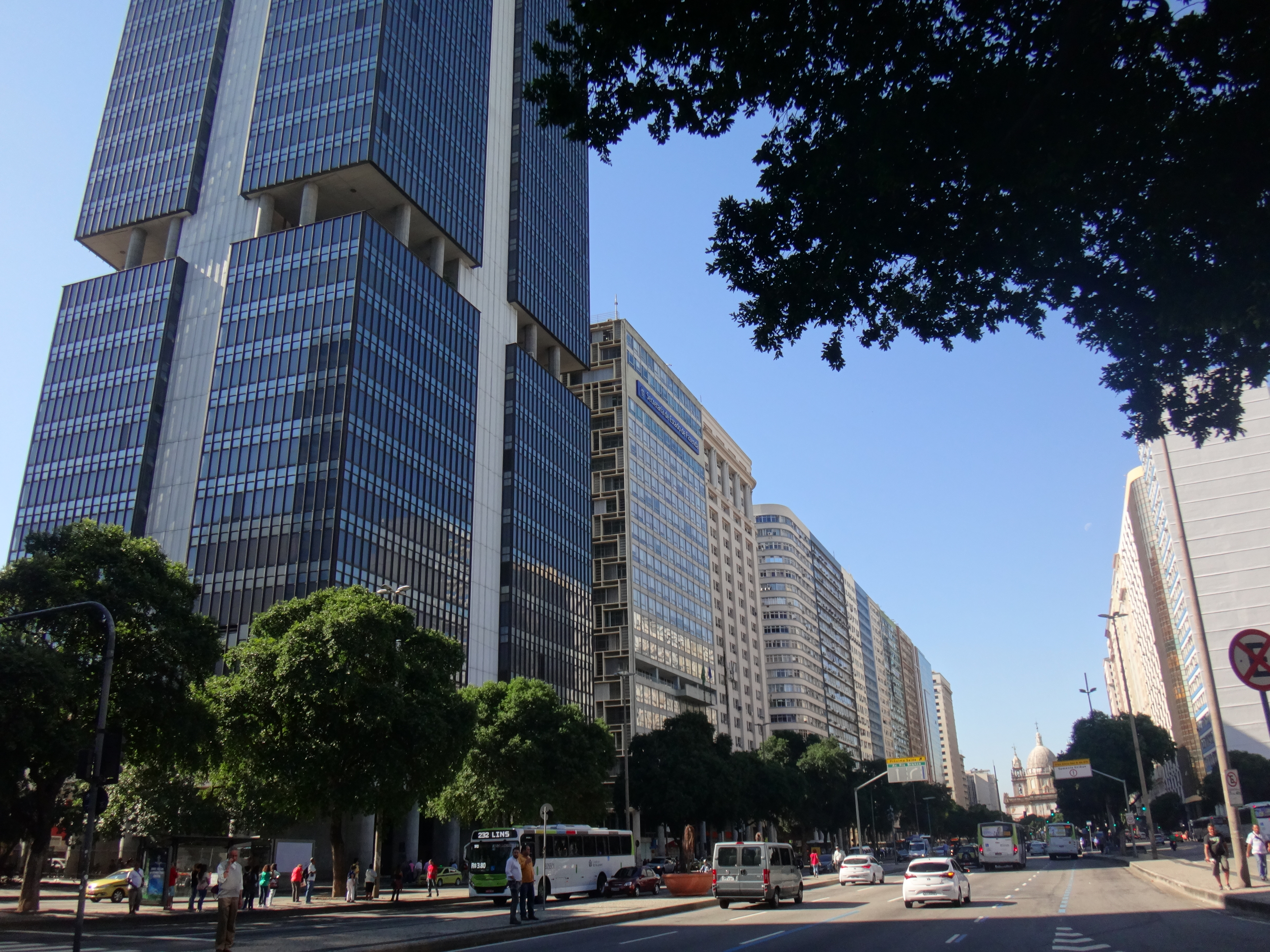
Banco Central do Brasil do Rio de Janeiro, na Avenida Presidente Vargas, à esquerda.

De forma resumida, as funções do Banco Central são estas:
- Banqueiro do governo – O Banco Central é o principal agente financeiro do governo, e também o depositário do Tesouro Nacional (além de representar o governo perante as instituições financeiras internacionais);
- Gestor cambial – O Banco Central é o responsável pelas reservas cambiais do país em ouro e em moeda estrangeira (a principal delas, por enquanto, ainda é o dólar);
- Supervisor do sistema financeiro – É o Banco Central quem monitora o sistema financeiro nacional (e sua evolução diária), além de autorizar o funcionamento das instituições financeiras nacionais e estrangeiras no país (bem como exercer a fiscalização das mesmas);
- Emissor de moeda – É o Banco Central quem emite moeda metálica e papel–moeda em todo o país, em quantidade a ser definida e autorizada pelo Conselho Monetário Nacional[14](*);
- Executor das políticas monetária e cambial – Com esta função, o Banco Central insere ou retira moeda do mercado, regula as taxas de juros, e controla as reservas de moeda estrangeira do país. Essas operações são conhecidas como open market (ou "operações de mercado aberto") e consistem principalmente na compra e venda de títulos públicos ou de moeda estrangeira;
- Banco dos bancos (ou "banco de última instância") – O Banco Central provê empréstimos exclusivos aos membros do sistema financeiro a fim de regular a liquidez ou mesmo evitar falências que poderiam causar uma reação em cadeia de falências bancárias. Ele também mantém os depósitos compulsórios dos bancos comerciais, regulando assim a multiplicação da moeda escritural no mercado (é como se todos os bancos e demais instituições financeiras fossem "clientes" do Banco Central).

## Competências
O Banco Central é o guardião dos valores do Brasil. É de competência exclusiva do Banco Central do Brasil:
- Emitir moeda com curso forçado, ou seja, necessariamente aceita no país e garantir suprimento adequado de moeda em espécie à população;(*)
- Manter o poder de compra da moeda;
- Executar a política cambial e ser depositário das reservas internacionais;
- Cumprir a função de "banco dos bancos", monitorar as contas das instituições financeiras de forma que mantenham saldo adequado e realizar operações de redesconto e empréstimos de assistência à liquidez às instituições financeiras;
- Ser banco do governo, o BC detém as contas mais importantes do Estado brasileiro;
- Manter sistema financeiro seguro e eficiente. O BC autoriza o funcionamento das instituições financeiras, supervisiona essas instituições e quando necessário executa intervenção nas mesmas;
- Receber os recolhimentos compulsórios dos bancos comerciais;
- Regular a execução dos serviços de compensação de cheques e outros papéis.

## Fabricação x Emissão de Moeda
(*) A Casa da Moeda do Brasil (empresa pública) é quem fabrica o papel–moeda e a moeda metálica, mas o ato de emissão (colocar em circulação) é  de responsabilidade do BC. O armazenamento e a logística do dinheiro são feitos por uma instituição custodiante.

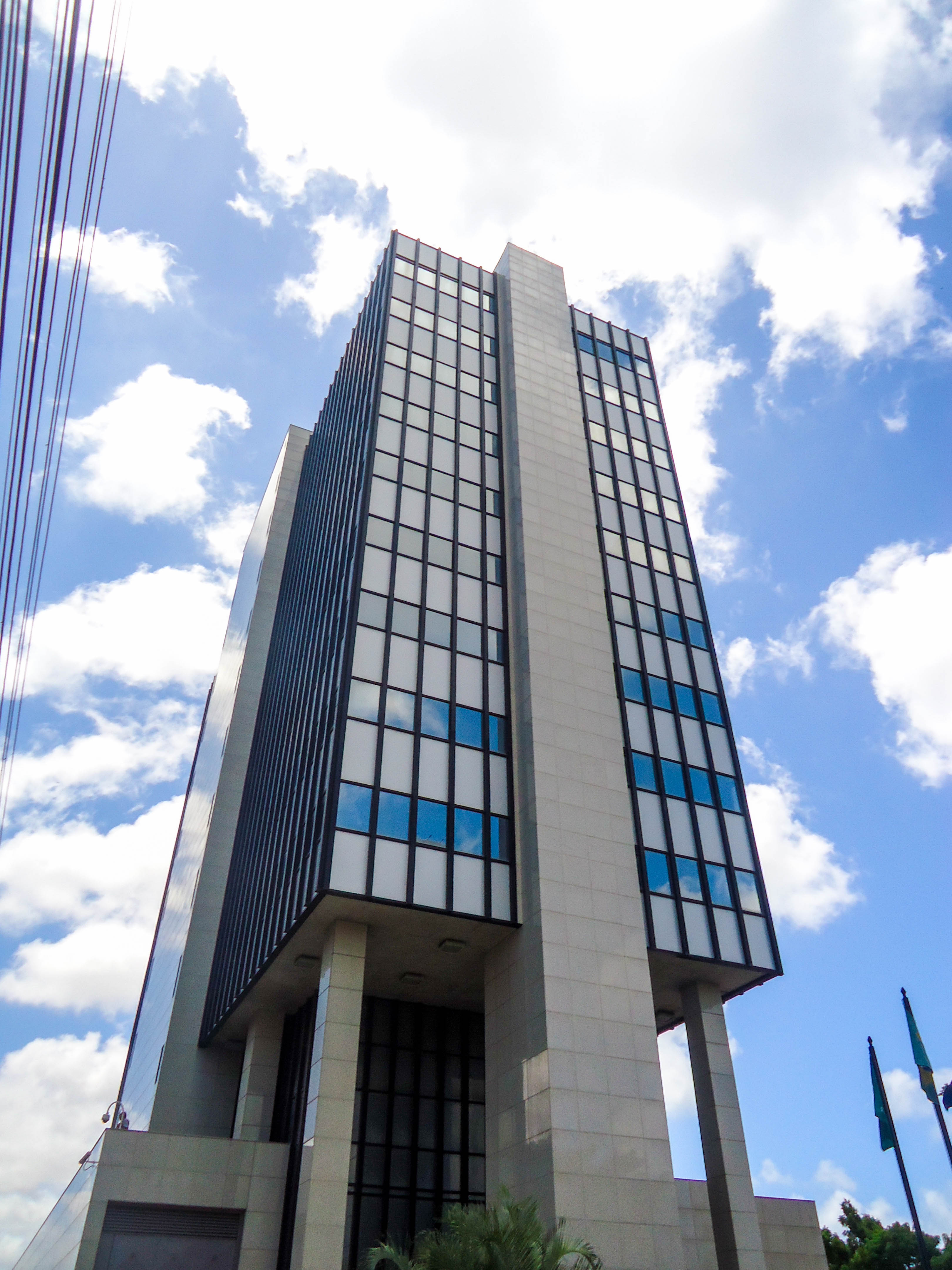
Edifício do Banco Central em Fortaleza.

## Estrutura organizacional
A Diretoria Colegiada do BC é composta pelo presidente e oito diretores, que são nomeados pelo Presidente da República, após aprovação do Senado Federal.
- Diretor de Administração - Dirad;
- Diretor de Relacionamento, Cidadania e Supervisão de Conduta - Direc;
- Diretor de Assuntos Internacionais e de Gestão de Riscos Corporativos - Direx;
- Diretor de Fiscalização - Difis;
- Diretor de Organização do Sistema Financeiro e de Resolução - Diorf;
- Diretor de Política Econômica - Dipec;
- Diretor de Política Monetária - Dipom;
- Diretor de Regulação - Dinor.

### Composição atual
A atual diretoria colegiada possui a seguinte composição:
| Incumbente | Incumbente                     | Cargo                                                                 | Nomeado(a) por            | Início do mandato     | Fim do mandato          |
| ---------- | ------------------------------ | --------------------------------------------------------------------- | ------------------------- | --------------------- | ----------------------- |
| 1          | Gabriel Muricca Galípolo       | Presidente                                                            | Luiz Inácio Lula da Silva | 1º de janeiro de 2025 | 31 de dezembro de 2028  |
| 1          | Gabriel Muricca Galípolo       | Diretor de Política Monetária                                         | Luiz Inácio Lula da Silva | 12 de julho de 2023   | 31 de dezembro de 2024  |
| 2          | Rodrigo Alves Teixeira         | Diretor de Administração                                              | Luiz Inácio Lula da Silva | 2 de janeiro de 2024  | 31 de dezembro de 2027  |
| 3          | Paulo Picchetti                | Diretor de Assuntos Internacionais e de Gestão de Riscos Corporativos | Luiz Inácio Lula da Silva | 2 de janeiro de 2024  | 31 de dezembro de 2027  |
| 4          | Ailton de Aquino Santos        | Diretor de Fiscalização                                               | Luiz Inácio Lula da Silva | 12 de julho de 2023   | 28 de fevereiro de 2027 |
| 5          | Renato Dias de Brito Gomes     | Diretor de Organização do Sistema Financeiro e de Resolução           | Jair Bolsonaro            | 27 de abril de 2022   | 31 de dezembro de 2025  |
| 6          | Diogo Abry Guillen             | Diretor de Política Econômica                                         | Jair Bolsonaro            | 27 de abril de 2022   | 31 de dezembro de 2025  |
| 7          | Nilton José Schneider David    | Diretor de Política Monetária                                         | Luiz Inácio Lula da Silva | 1º de janeiro de 2025 | 28 de fevereiro de 2027 |
| 8          | Gilneu Francisco Astolfi Vivan | Diretor de Regulação                                                  | Luiz Inácio Lula da Silva | 1º de janeiro de 2025 | 31 de dezembro de 2028  |
| 9          | Izabela Moreira Correa         | Diretora de Relacionamento, Cidadania e Supervisão de Conduta         | Luiz Inácio Lula da Silva | 1º de janeiro de 2025 | 31 de dezembro de 2028  |

| Jair Bolsonaro            | 2 |
| Luiz Inácio Lula da Silva | 7 |
| ------------------------- | - |

### Relação das unidades do Banco Central do Brasil[27]

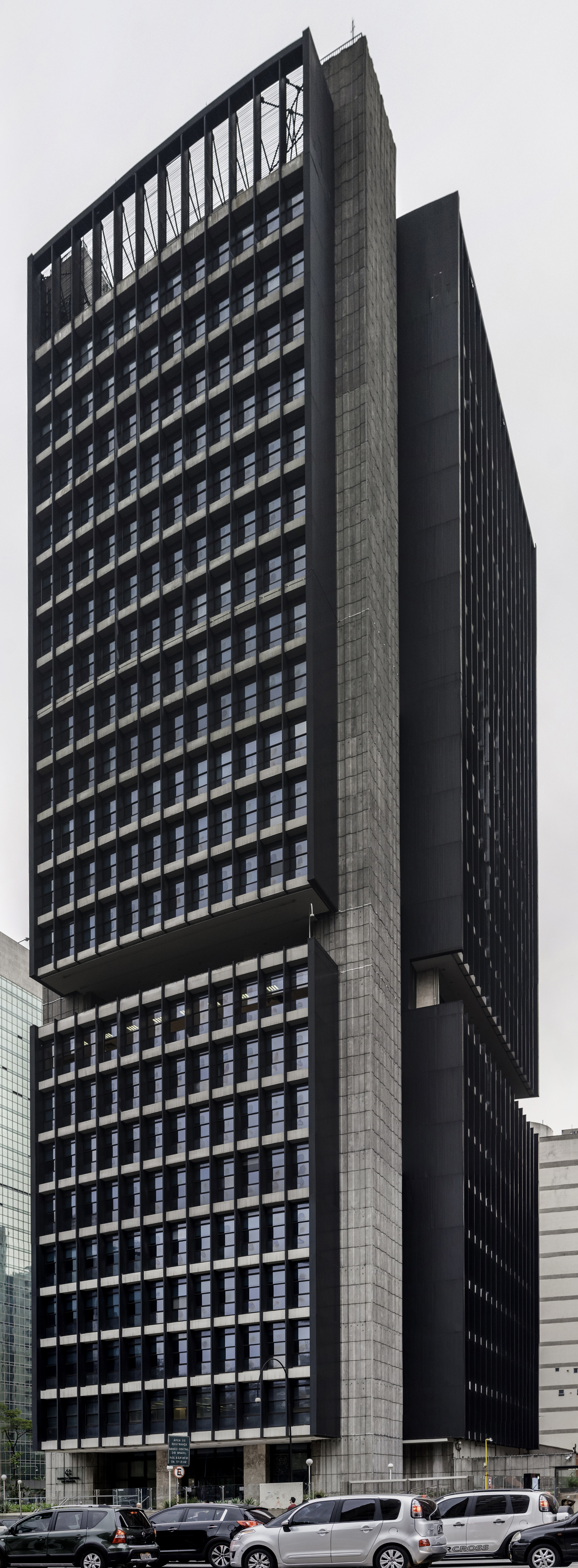
Banco Central do Brasil de São Paulo, na Avenida Paulista.

Além da sede em Brasília, o Banco Central possui nove regionais. Elas estão espalhadas por todas as regiões do país e auxiliam no fornecimento de dinheiro em cédulas e moedas, estudam a conjuntura regional e fiscalizam instituições financeiras, como bancos.
Abaixo está a relação das unidades sede e regionais do BCB:
| Unidade         | Endereço                                                                            | CNPJ               |
| --------------- | ----------------------------------------------------------------------------------- | ------------------ |
| Brasília (sede) | Setor Bancário Sul (SBS) Quadra 3 Bloco B - Ed. Sede Brasília - DF. CEP: 70074-900  | 00.038.166/0001-05 |
| Belém           | Boulevard Castilhos França, 708. Campina. Belém - PA CEP: 66010-020                 | 00.038.166/0002-88 |
| Belo Horizonte  | Av. Álvares Cabral, 1605. Santo Agostinho. Belo Horizonte - MG CEP: 30170-008       | 00.038.166/0003-69 |
| Curitiba        | Av. Cândido de Abreu, 344. Centro Cívico. Curitiba - PR CEP: 80530-914              | 00.038.166/0004-40 |
| Fortaleza       | Av. Heráclito Graça, 273. Centro. Fortaleza - CE CEP: 60140-061                     | 00.038.166/0005-20 |
| Porto Alegre    | Rua 7 de Setembro, 586. Centro. Porto Alegre - RS CEP: 90010-190                    | 00.038.166/0006-01 |
| Recife          | Rua da Aurora, 1259. Santo Amaro. Recife - PE CEP: 50040-090                        | 00.038.166/0007-92 |
| Salvador        | 1ª avenida, 160. Centro Administrativo da Bahia (CAB) Salvador - BA. CEP: 41745-001 | 00.038.166/0008-73 |
| São Paulo       | Av. Paulista, 1804. Bela Vista. São Paulo - SP CEP: 01310-922                       | 00.038.166/0009-54 |
| Rio de Janeiro  | Av. Presidente Vargas, 730. Centro. Rio de Janeiro - RJ CEP: 20071-900              | 00.038.166/0010-98 |

## Autonomia do Banco Central
Em 2020, tramitou no Senado Federal o substitutivo do Projeto de Lei Complementar (PLP) 19/2019, de autoria do senador Plínio Valério, com relatoria de Telmário Mota, para  estabelecer mandatos fixos de quatro anos para o corpo de diretores do Banco Central. O presidente da instituição seria nomeado no terceiro ano de cada mandato presidencial e, a cada dois anos, dois membros da diretoria seriam nomeados. A proposta objetivava dar autonomia operacional para a instituição.
Apoiadores da proposta argumentavam que o BC não sofreria mais pressões políticas do Poder Executivo na condução da política monetária, aumentando a credibilidade da instituição ante os investidores. Por outro lado, críticos diziam que a proposta, além de antidemocrática, pode levar a um descompasso entre a política monetária com as demais políticas do governo, devendo elas atuar de forma coordenada.
Em 3 de novembro de 2020, o projeto foi aprovado no Senado, por 56 votos a 12. Após, em 10 de fevereiro de 2021, na Câmara dos Deputados, foi aprovado por 339 votos a favor e 114 contra, sem alterações, indo para sanção do então Presidente da República Jair Bolsonaro, o qual foi sancionado e publicado em Imprensa Nacional, gerando a Lei Complementar n° 179 de 24 de fevereiro de 2021.